# 希爾格爾·馮·瑪林道夫
希尔格尔·冯·玛林道夫（日語：ヒルデガルド・フォン・マリーンドルフ），一般称为希尔德， 是日本作家田中芳树所著的科幻小说《银河英雄传说》中的女主角之一。

## 角色背景

### 簡介
希爾德生于宇宙曆777年，帝国曆468年，出身于「大贵族阶级」，却协助有“王座革命家”之称的莱因哈特·冯·罗严克拉姆推翻以门阀贵族为核心的特权社会，建立以民为归依的新体制，结束人类社会长达150年的分裂战乱，实现了宇宙统一，以莱因哈特战友、知己、得力助手身份成为新帝国皇后，在莱因哈特早逝后繼續守护着新体制。

### 重要事件
宇宙曆797年，银河帝国中以莱因哈特·冯·罗严克拉姆元帅为代表、致力于建立以民众为依托的专制帝国新势力与以布朗胥百克公爵为代表维护旧贵族特权传统贵族势力间矛盾日益尖锐，决定帝国400亿人命运的内战一触即发，大贵族出身的希尔德以对旧体制的强烈批判和高瞻远瞩的战略远见说服了父亲——玛林道夫伯爵，支持罗严克拉姆，并面见莱因哈特缔结同盟。不久，将银河帝国一分为二的「利普休达特战役」爆发，罗严克拉姆大获全胜。战后，莱因哈特掌握了帝国的军事和政治权力，罗严克拉姆独裁体制由此确立，希尔德因其过人才识被莱因哈特任命为首席机要秘书，开始辅佐莱因哈特实现改善民生的内政改革和结束战乱、统一宇宙的霸业。
自宇宙曆798年到宇宙曆800年，希尔德参与了帝国军政大计的讨论制定，多次对帝国的改革和战略提出进言，成为莱因哈特最信赖的部属之一，其中在宇宙曆799年因戰事而以大本营幕僚身份随莱因哈特登上帝国军总旗舰「伯伦希尔號」，成为第一位搭乘該艦的女性，希尔德以当莱因哈特在「诸神的黄昏」戰役最后阶段中命麾下直属舰队以外各舰队司令官分散出击，以自身为诱饵引出同盟军主力而陷入苦战之际，奉命留守地面军事基地的希尔德，与米达麦亚、罗严塔尔两位提督取得联系，说服二人直捣同盟首都海尼森，迫使同盟政府投降和下令停战，令莱因哈特转危为安，希尔德由此赢得“才智胜过一个舰队”的赞誉。
不久，莱因哈特登基为罗严克拉姆王朝皇帝，希尔德继续在其身边辅佐，在宇宙曆800年的「马尔·亚迪特星域会战」后公开参与军务讨论。800年2月20日，莱因哈特在自由行星同盟首都海尼森冬蔷薇园里颁布敕令，宣告自由行星同盟灭亡，银河帝国成为统治人类社会唯一合法政体。
5月，帝国大本营幕僚总监舒坦梅兹提督，在与以伊谢尔伦要塞为据点、以杨威利为首的共和主义者的战斗「回廊战役」中阵亡，希尔德以中将阶级继承大本营幕僚总监一职，成为拥有代表皇帝统筹战场、对各舰队司令官下达指令等职权的高级军官。
回廊战役结束后，莱因哈特回到帝都，于八月底遭到「威斯塔朗特」遗族刺客行刺。於「利普休达特战役」中，莱因哈特获悉大贵族军盟主布朗胥百克计划对威斯塔朗特行星施以核子攻击，本欲下令援救，但却听从了参谋长奥贝斯坦建议，为了将大贵族暴行呈现给帝国民众，促成民心对旧体制彻底背离，选择了袖手旁观，坐视威斯塔朗特行星200万民众死于非命。事后，莱因哈特的挚友齐格飞·吉尔菲艾斯对此提出谴责，给两人友谊蒙上阴影。受此事影响，莱因哈特接受了奥贝斯坦提出取消吉尔菲艾斯在其他提督禁止佩枪的场合可以带枪如初的特权的要求，结果吉尔菲艾斯在无法使用枪械的情况下，为了保护莱因哈特不受刺客伤害而身亡，莱因哈特的姐姐安妮罗杰也因此对莱因哈特避而不见。事过数年，突然面对威斯塔朗特刺客的厉言指责，莱因哈特陷入自责，对前来安慰的希尔德提出了“今晚不要走”的请求。希尔德当夜留在莱因哈特身边，并与之发生关系。  
次日，莱因哈特来到玛林道夫伯爵府，对玛林道夫伯爵表达了迎娶希尔德为皇后之意，但未得到答复，希尔德由于无法确定莱因哈特与自己结婚是否会幸福而未对莱因哈特的求婚做出回应，并对莱因哈特隐瞒了自己怀孕的事实。
在莱因哈特向希尔德求婚后不久，乌鲁瓦希事件发生，应新领土总督罗严塔尔元帅邀请，前往新领土视察的皇帝一行，在乌鲁瓦希星上遭遇驻军攻击，鲁兹提督为保护莱因哈特身亡。其后，罗严塔尔元帅宣叛，并在和好友米达麦亚交战中被己方倒戈部队攻击，重伤不治而亡。经历一系列变故，希尔德也终于确认了自己心意，了解莱因哈特缺点，而且正像她父亲所洞察的一样，把这些缺点当成是难得的特质。于是，希尔德将自己怀孕一事透露给莱因哈特，并欣然接受了莱因哈特求婚。
宇宙曆801年1月1日凌晨，莱因哈特向宣布迎娶希尔格尔·冯·玛林道夫为帝国皇后，希尔德被确定将以皇后身份成为帝国共同统治者，和莱因哈特共享帝国支配权，并辞去大本营幕僚总监一职。1月29日，两人在费沙香格里拉饭店举行婚礼，婚后前往费尔莱丁溪谷山庄渡蜜月。4月，被派往海尼森的军务尚书奥贝斯坦元帅因大量逮捕政治犯作为人质、胁迫伊谢尔伦军投降，与三位一级上将发生严重对立，黑色枪骑兵舰队司令官毕典菲尔特被拘禁，其部下险些与军务尚书的宪兵发生武力冲突。为化解海尼森将帅对立，重开与伊谢尔伦友好谈判大门，莱因哈特启程前往海尼森。
5月14日，希尔德在临时皇宫冬馆受恐怖主义份子袭击，經宪兵总监克斯拉救出后转往医院，于22时50分诞下一名男婴，经莱因哈特取名为“亚历山大·齐格飞·冯·罗严克拉姆”。
新帝国曆003年，宇宙曆801年7月26日23时29分，莱因哈特·冯·罗严克拉姆去世，得年二十五岁，皇子亚历山大·齐格飞即位，希尔德以摄政皇太后的身份成为帝国第二任支配者，被后世评价为“培育了罗严克拉姆王朝的人”。

## 內部連結
- 銀河英雄傳說
- 銀河英雄傳說人物列表
- 銀河英雄傳說歷史年表